# Taybat al-Imam

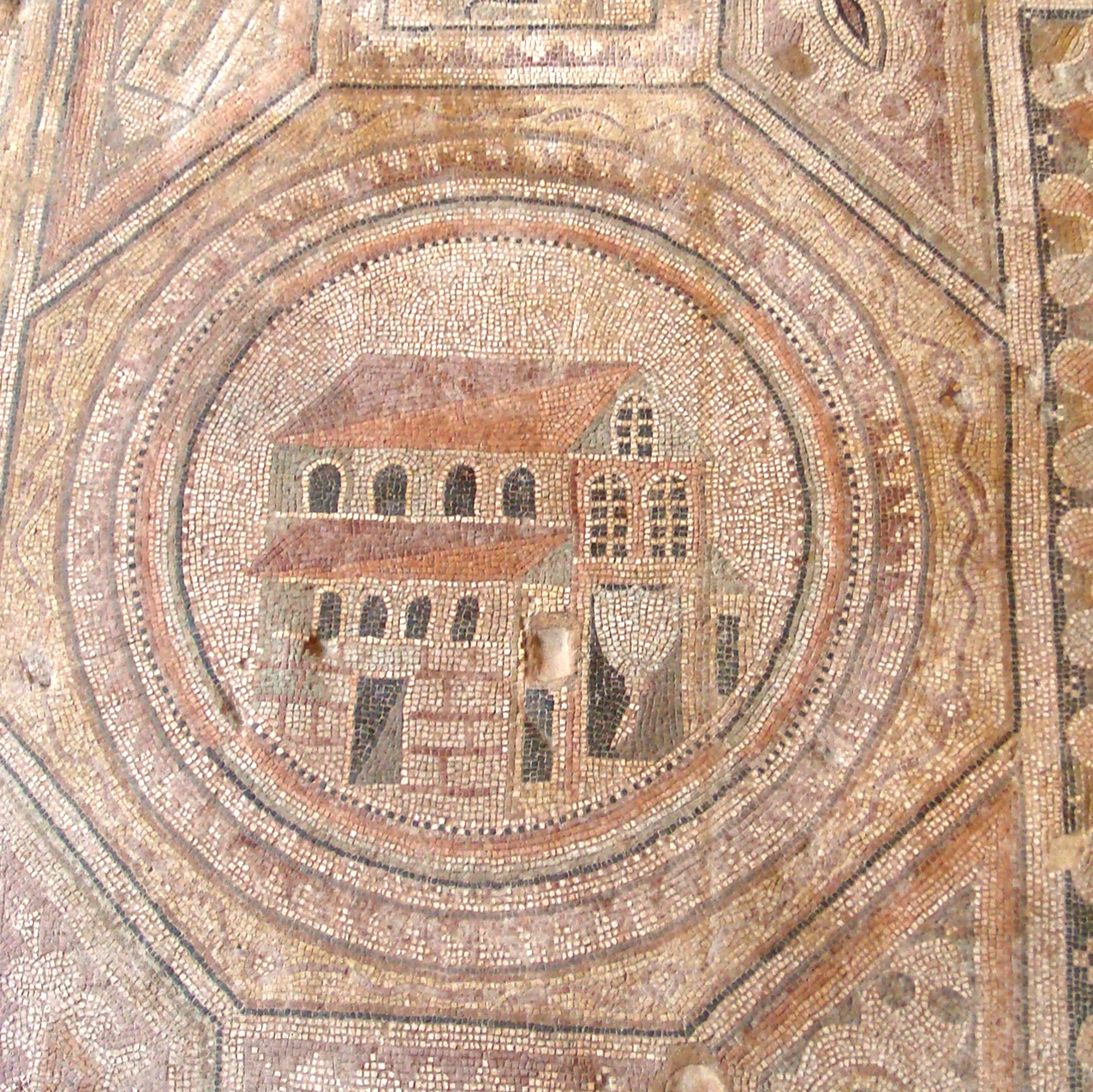
Mosaico de la iglesia de los Santos Mártires

Taybat al-Imam (árabe: طيبةالإمام, también escrito Tayyibat al-Imam o Taibet el-Imam) es una ciudad en el norte de Siria, administrativamente parte de la Gobernación de Hama y situada a 18 kilómetros al noroeste de Hama. Algunos de los pueblos cercanos incluyen a Halfaya y Muhrada al oeste, Lataminah al noroeste, Mork al norte, Suran al este, MaarShahhur al sureste, Qamhana al sur y Khitab al suroeste. Según la Oficina Central de Estadística de Siria (CBS), Taybat al-Imam tenía una población de 24.105 en el censo de 2004. Sus habitantes son en su mayoría musulmanes sunitas. 

## Iglesia de los Santos Mártires
Taybat al-Imam contiene la Iglesia bizantina de la era de los Santos Mártires que se remonta al año 442. La iglesia, que ahora sirve como un museo en el centro de la ciudad, consta de tres naves y contiene un gran mosaico que cubre el todo el piso del edificio. El mosaico fue descubierto accidentalmente en 1985 durante la construcción de carreteras en la ciudad. Entre ese año y 1987 fue excavado por el Instituto Arqueológico Franciscano con sede en Jordania. El mosaico se caracteriza por su tamaño y por su representación de 20 diferentes tipos de edificios, incluyendo edificios religiosos y civiles. Otras imágenes representadas incluyen la escena del paraíso, los ríos Tigris y Éufrates, las iglesias de Jerusalén y Belén, la basílica de San Simeón Estilita y las torres dobles de QalbLozeh, ambos sitios en el norte de Siria, cerca de Alepo. 

## Guerra Civil Siria
Como parte de la Guerra Civil Siria, Taybat al-Imam fue escenario de violentos enfrentamientos entre el Ejército Libre de Siria (rebeldes) y las fuerzas armadas del gobierno en diciembre de 2012. Los enfrentamientos fueron parte de una ofensiva rebelde en la gobernación de Hama.
Según los informes, los rebeldes yihadistas de Jund Al-Aqsa (franquicia de Al-Qaeda en Siria) establecieron el control total sobre Taybat Al-Imam en el campo norte de Hama en 2016. De acuerdo con un informe de campo de la División de Tanques 11, las Fuerzas Armadas sirias comenzaron a retirarse de Taybat Al-Imam después de perder el puesto de control de Sawwan que se consideraba su última línea de defensa.